# Manroland
Manroland AG é uma empresa alemã, fabricante de máquinas de impressão offset em bobina para jornais, offset comercial em bobina e offset plana para a impressão de jornais, publicidade, publicações e embalagens.
Os locais de produção estão localizados nas cidades de Offenbach am Main (sede) e Augsburg. Na cidade de Plauen, a empresa mantém a manroland Mechatronische Systeme, divisão de sistemas mecatrônicos que permite a clientes indiretos ampliarem a sua capacidade produtiva.
Em conjunto com outras filiais a Manroland AG emprega no mundo inteiro 7.000 colaboradores (situação em 2010). Anteriormente a empresa funcionava sob a designação social de MAN Roland Druckmaschinen AG. Desde 2006 o controlo majoritário pertence a Allianz Private Equity (65 % das ações), uma subsidiária da Allianz SE.

## História
Carl August Reichenbach, sobrinho do fundador da KBA, Friedrich Koenig, e Carl Buz fundaram em 1844 em Augsburgo a Reichenbach’sche Maschinenfabrik (fábrica de máquinas de Reichenbach). Seis meses depois, os dois pioneiros de máquinas de impressão entregaram a sua primeira máquina de impressão rápida ("Schnellpresse"), com cilindros automáticos, à Maschinenfabrik Augsburg (Fábrica de Máquinas de Augsburgo) de Nikolaus Hartmann.
Além da máquina de impressão rápida, o século XIX trouxe outra inovação na construção de máquinas de impressão: o principio de impressão rotativa. Da mesma forma, este também proveniente de um editor de jornais e especificamente desenvolvido por um empresário, John Walter III, editor do jornal "The Times" em Londres.
Em 1850 a pedido de John Walter III, os dois engenheiros J.C. MacDonald e John Calverly ficaram encarregados de desenvolver e fabricar a nível mundial a primeira máquina de impressão rotativa para impressão de jornais. Esta máquina viria a ficar conhecida como a "máquina de impressão Walter".
Em Junho de 1872 a Maschinenfabrik Augsburg enviou o seu director de pesquisa e desenvolvimento, Gustav Bissinger, a Inglaterra. As viagens de formação de engenheiros alemães às sedes e fábricas em Inglaterra, a nação industrial líder naquela época, eram habituais. A primeira máquina de impressão rotativa da Maschinenfabrik Augsburg viria rapidamente a ser desenvolvida e apesar de também se basear no princípio de impressão rotativa criado por John Walter III, seria menor, mais leve e de mais fácil manutenção. Viria a ser apresentada em Maio de 1873 na Exposição Mundial em Viena.

Em 1871, dois anos antes, os engenheiros Louis Faber e Adolf Schleicher tinham fundado a empresa Faber & Schleicher sob a "Associação de Produção de Máquinas de Impressão Litográfica Automáticas" em Offenbach am Main. Esta cidade teve um papel relevante na história da Litografia uma vez que o próprio Alois Senefelder construiu aqui, a primeira impressora litográfica com base de pedra para a editora musical André. A Faber & Schleicher construiria em 1879 a primeira máquina de impressão litográfica automática com base de pedra, a "Albatrós", que alcançava um volume de 600 a 700 folhas por hora.
Em paralelo com o conhecimento e a experiência litográficos ganhos ao longo dos anos, aos quais se juntou a impressão com a utilização de chapas em zinco e outros tipos de metais – foi no início do século XX que surgiu a impressão offset que veio revolucionar a indústria do fabrico de impressoras. Os inventores Ira Washington Rubel e Caspar Herrmann aplicaram o princípio de impressão indirecta sobre chapas metálicas conhecido da impressão litográfica, desenvolvendo este novo processo entre 1904 e 1907. A especialização em impressão offset por parte da Faber & Schleicher começou em 1911 com o modelo "Roland", a primeira impressora plana de impressão offset, acontecimento que foi reconhecido recebendo a medalha de ouro na Exposição Mundial de Turim. Foi dado o nome de "Roland" a este modelo pelo facto de "Faber & Schleicher" não ser de pronuncia fácil em Inglês.

### História resumida da manroland
A história da manroland data das origens do fabrico de máquinas de impressão:
- 1845: Carl August Reichenbach, da Fábrica de Máquinas de Reichenbach, entrega a primeira máquina de impressão rápida (ou automática) à fábrica de impressoras Nikolaus Hartmann.
- 1857: A empresa passa a estar registada como Sociedade de Acções Maschinenfabrik Augsburg.
- 1872: Criação de uma fábrica de impressoras de jornais – equipada com caldeira a vapor e máquina a vapor.
- 1873: Apresentação da primeira máquina de impressão rotativa na Exposição Mundial de Viena.
- 1889: Após uma fusão é constituída a "Vereinigte Maschinenfabrik Augsburg und Maschinenbaugesellschaft Nürnberg A.G., Augsburg" em 1889, renomeada como Maschinenfabrik Augsburg-Nürnberg AG – MAN AG em 1908.
- 1911: A primeira máquina de impressão offset plana, a "Roland", é construída.
- 1921: Primeiro protótipo de uma máquina de impressão offset rotativa de três cilindros no formato Berliner.
- 1922: Apresentação da nova máquina de impressão offset plana a uma cor, a pequena Roland 00 que imprime até 5000 folhas por hora.
- 1931: Desenvolvimento de uma máquina de impressão rotativa com a capacidade de imprimir 25.000 jornais com 16 páginas por hora.
- Segunda Guerra Mundial
- 1951: Na primeira edição da feira de impressão e papel drupa foi apresentado o modelo Ultra, uma máquina de impressão offset plana a quatro cores.
- 1960: Três quartos das edições totais dos jornais diários alemães eram impressos por impressoras provenientes de Augsburgo.
- 1972: Introdução no mercado da ROLAND 800, a primeira impressora offset plana com um sistema de controle de cores que permite alcançar a impressão de 10.000 folhas por hora.
- 1974: Construção da maior máquina de impressão rotativa da Europa em Augsburgo, a COLORMAN: uma impressora offset rotativa de 17 cilindros com 62 cabeças de impressão.
- 1979: Constituição da empresa MAN Roland Druckmaschinen AG, formada a partir da fusão da "Roland Offset - und Maschinenfabrik Faber und Schleicher" com a "Augsburger M.A.N.-Druck- und Maschinenbau".
- 1986: O modelo LITHOMAN, impressora offset rotativa com cilindros aptos para 60.000 rotações por hora e uma tecnologia de consola de controlo electrónico, é apresentado.
- 1987: MAVO, o primeiro chip Motorola 6800 baseado com tecnologia de impressão remota, é introduzido nos EUA em Ashevill NC. Zravko Krovinovic e a sua equipa, junto com os departamentos de hard e software de Augsburgo criam uma nova tecnologia nos EUA.
- 1990: Introdução da consola de controlo tecnológico PECOM. Aliada a uma nova concepção de automação para a ROLAND 700, consegue imprimir 15.000 folhas por hora.
- 1995: Apresentação da LITHOMAN na feira de drupa com um novo conceito de máquina de impressão comercial offset rotativa. Com diversos componentes adicionais este modelo pode ser ampliado formando um sistema de produção multifuncional para qualquer exigência. Os primeiros sistemas de intranet com base remota demonstram grandes poupanças de custos para muitos clientes. No mesmo ano é apresentada a ROLAND 900 na drupa em Düsseldorf, uma máquina de impressão offset plana para grandes formatos.
- De 2001 a 2004: Devido a um recessão a nível mundial na indústria tipográfica, a MAN Roland vive uma crise acentuada durante este período.
- 2005: Após profundas reestruturações a empresa volta novamente a gerar lucros.
- Janeiro 2006: A MAN vende a maioria da sua filial MAN Roland Druckmaschinen AG à Allianz Capital Partners GmbH (ACP) - Allianz Private Equity, uma empresa filial do grupo Allianz AG. As acções da uma empresa estão agora repartidas, o grupo MAN detém 35 % e a ACP os restantes 65 %. O controlo da operação comercial e de todas as filiais é assumido pela ACP.
- Outubro 2006: A DirectDrive, uma nova tecnologia para a impressão offset plana é apresentada em Mogúncia, a cidade natal de Johannes Gutenberg.
- Maio 2008: A MAN Roland Druckmaschinen AG passa a designar-se manroland AG. O novo logótipo é apresentado dia 28 de Maio de 2008 na feira de imprensa drupa em Düsseldorf.
- 2009/2010: Com a crise económica, nos EUA, a manroland AG sofre um forte abrandamento em termos de vendas.[2]
- 2010: A manroland fecha a sua fábrica no município de Mainhausen.[3] Fracassa a aquisição da WIFAG Maschinenfabrik AG.[4] Fracassa a fusão com a Heidelberger Druckmaschinen.[1] A manroland investe em países em crescimento, como Brasil, China e Índia. Desde 2010, a manroland comercializa os sistemas de impressão a jato de tinta fabricados pela Océ. Também neste ano foi entregue a primeira LITHOMAN de 96 páginas alimentada por bobina.
- 2011: É criada a manroland Serviços Industriais, uma divisão da empresa.

## Produtos

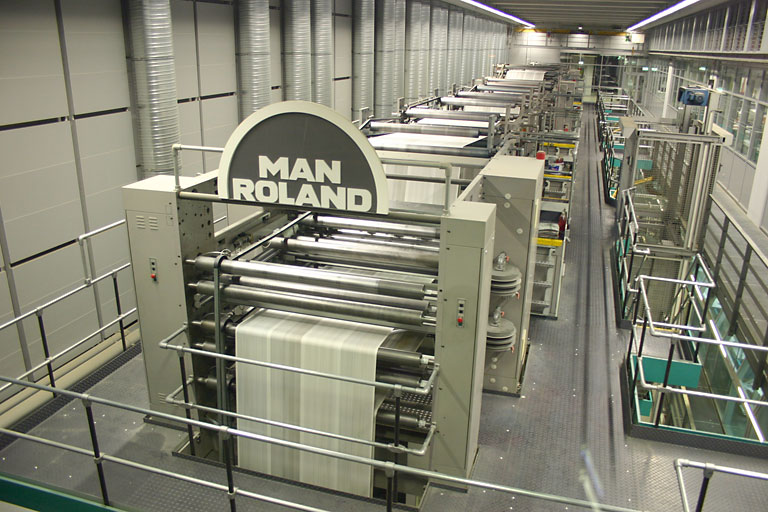
Máquina de impressão offset em bobina para jornais

Fazem parte da gama de produtos da empresa:
- Máquinas de impressão offset planas de pequeno, médio e grande formato. Na feira drupa 2008 foi introduzida uma nova máquina de pequeno porte (36/52) 00.
- Impressoras offset rotativas, para a impressão de jornais e impressão comercial: .
- PRINTVALUE: serviços de manutenção, materiais de consumo e serviços de consultoria, relacionados com a indústria tipográfica.